# Nāḩiyat Sūsah
Nāḩiyat Sūsah (arabiska: ناحية سوسة) är ett subdistrikt i Syrien.   Det ligger i provinsen Dayr az-Zawr, i den östra delen av landet, 400 km öster om huvudstaden Damaskus.
Trakten runt Nāḩiyat Sūsah är ofruktbar med lite eller ingen växtlighet. Runt Nāḩiyat Sūsah är det glesbefolkat, med 11 invånare per kvadratkilometer.